# Сельман Стармасі (стадіон)
Стадіон Сельман Стармасі (алб. Stadiumi Selman Stërmasi) — багатофункціональний стадіон в Тирані, Албанія. Наразі переважно використовується для футбольних матчів і є домашньою ареною ФК Тирана. Стадіон вмішує 12500 осіб (9600 сидячих місць). Його названо на честь Сельмана Стармасі, одного з найкращих гравців ФК Тирана всіх часів. До 2010 року стадіон також використовувався Динамо та Партизані, однак через неспроможність заплатити кошти за використання, цим командам більш не було дозволено надалі користуватись стадіоном.
Стадіон розташовано за приблизно 400 м від західного берега потоку Лана та колишнього місця виставки «Shqiperia Sot» (зараз штаб-квартира телекомпанії Top-Channel). Його було збудовано 1956 року та названо Стадіон Динамо до 1991, коли він отримав свою нову назву. Федерація футболу Албанії та ФК Тирана вирішили посмертно назвати стадіон на честь видатного гравця, тренера та президента ФК Тирана Сельмана Стармасі. Стадіон нещодавно завершив довгу фазу будівництва, що включала розробку основного поля, центрального сектора сидінь, будівель навколо та загальних рис. Деякі покращення досі плануються, як то бокові сидячі місця, електронний годинник та торговий центр ФК Тирана прямо під центральною трибуною. Внутрішні приміщення включають кімнату для пресконференцій. Головна стоянка розташована перед стадіоном і веде до його входу.

## Ремонт
У грудні 2014 знову розпочались роботи на стадіоні Сельман Стармасі та комплексі Скандер Халілі з метою повністю оновити ці майданчики для використання їх ФК Тирана. Екстер'єр, інтер'єр та поверхня для гри стадіону були поновлені, зокрема в рамках поновлення було замінено 9600 місць.

## Галерея

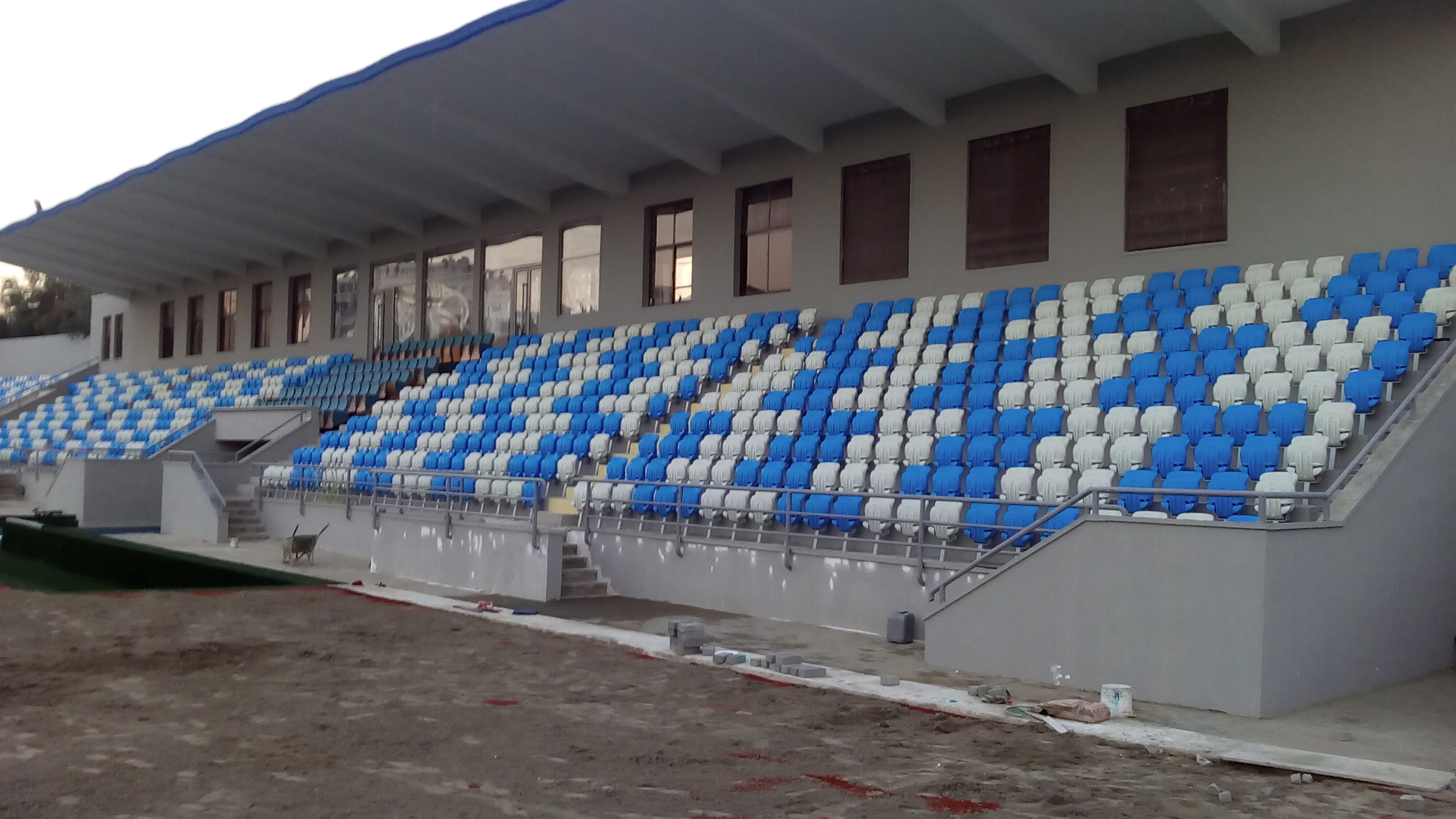
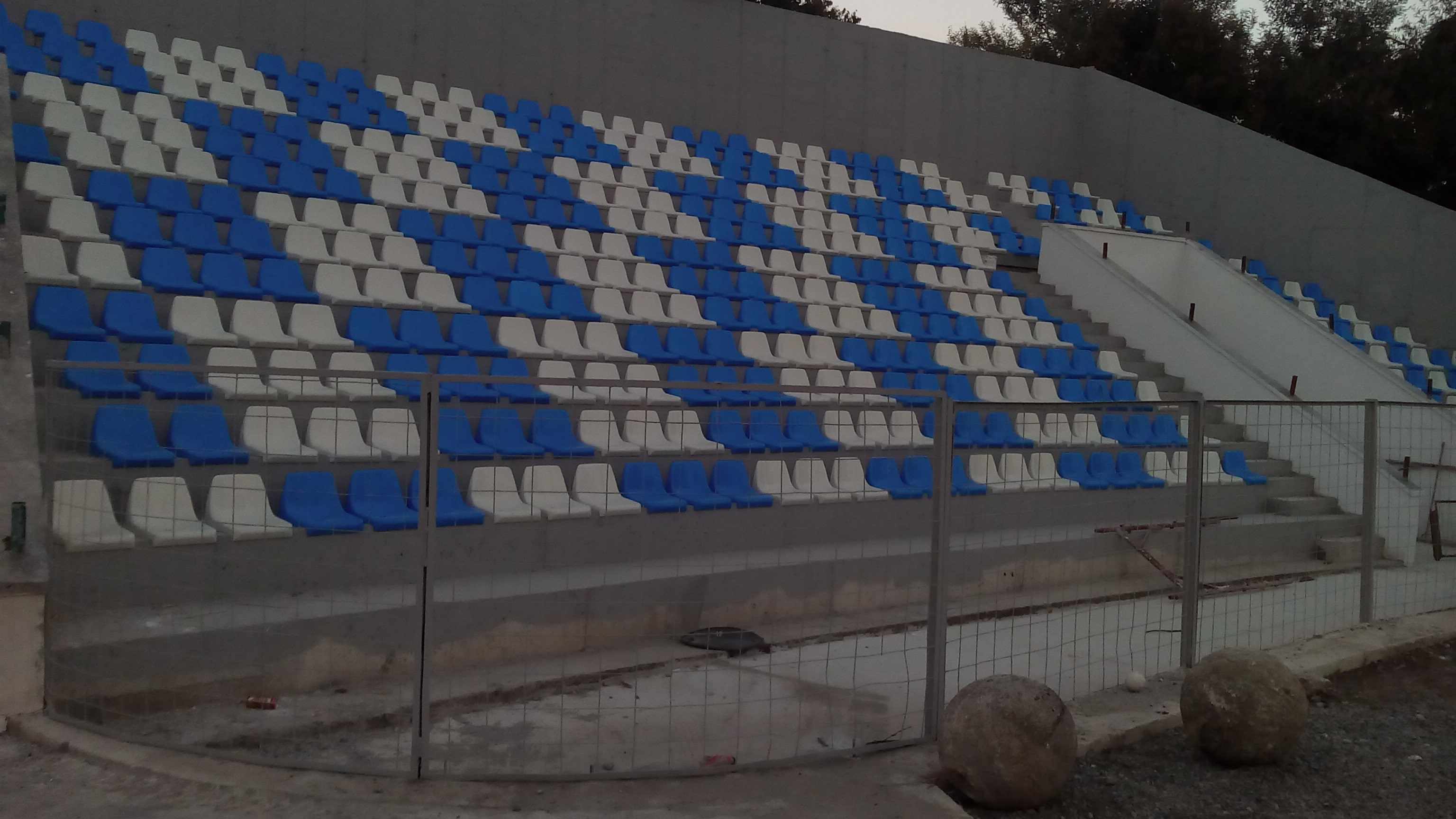
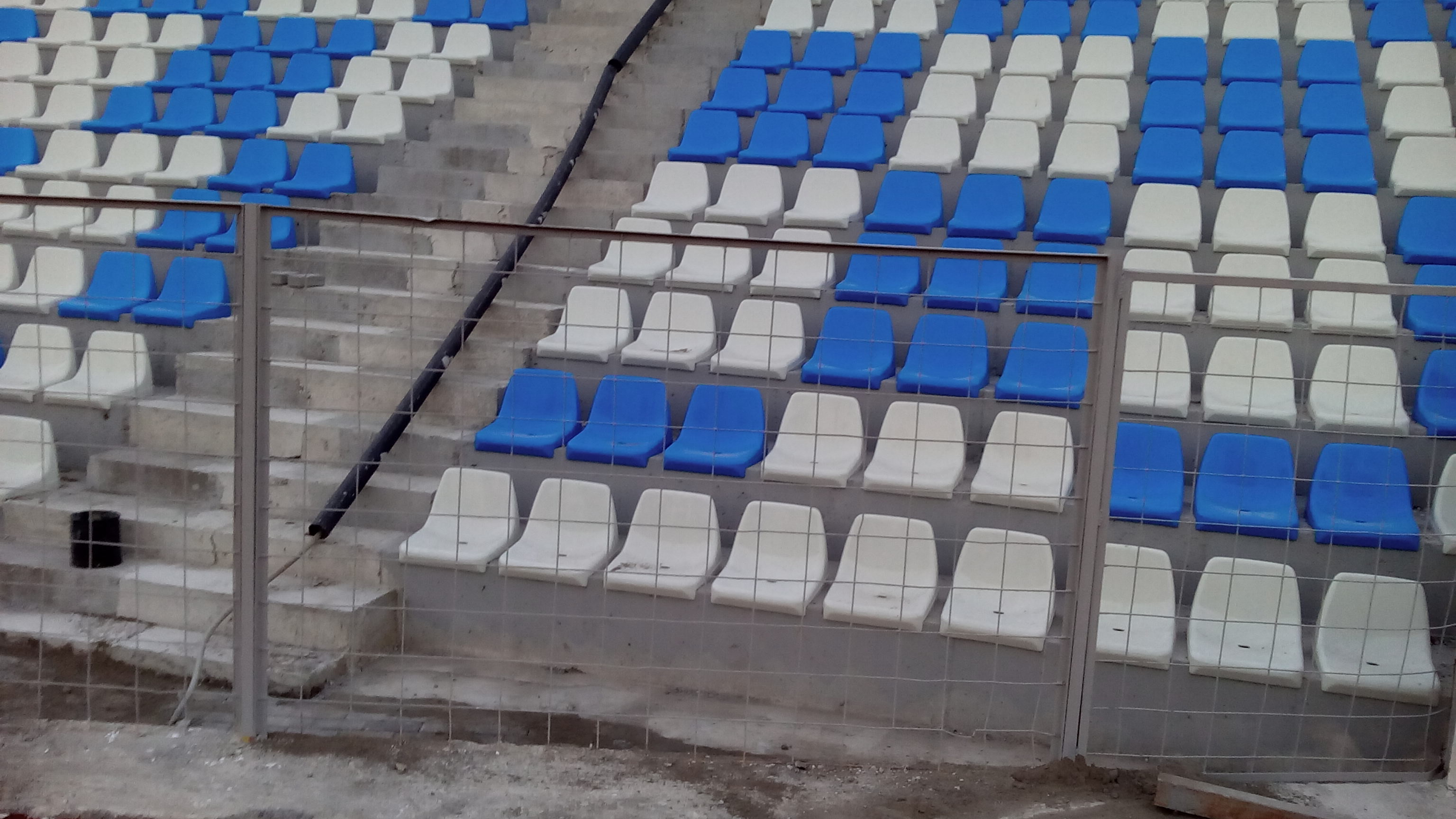
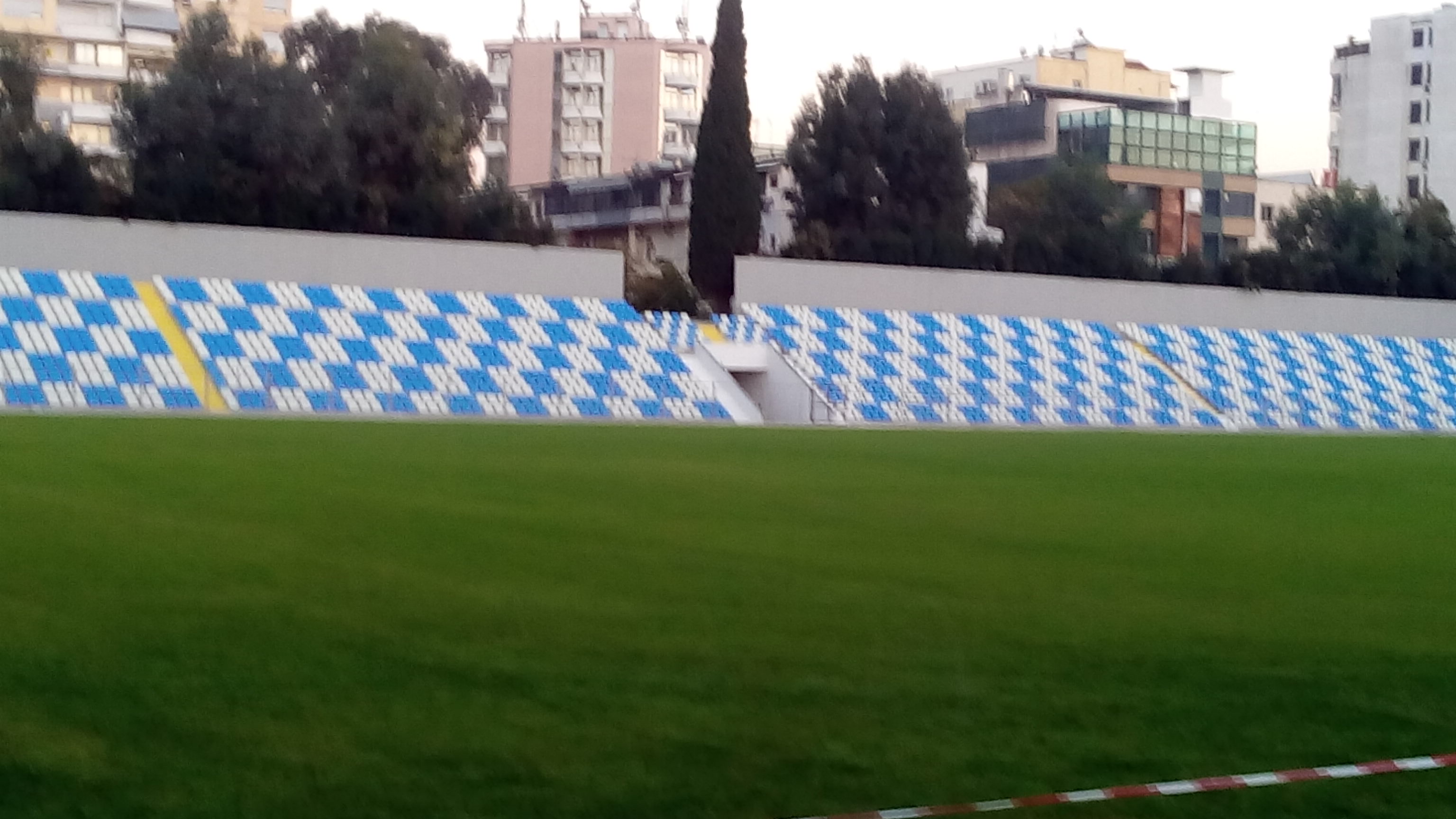
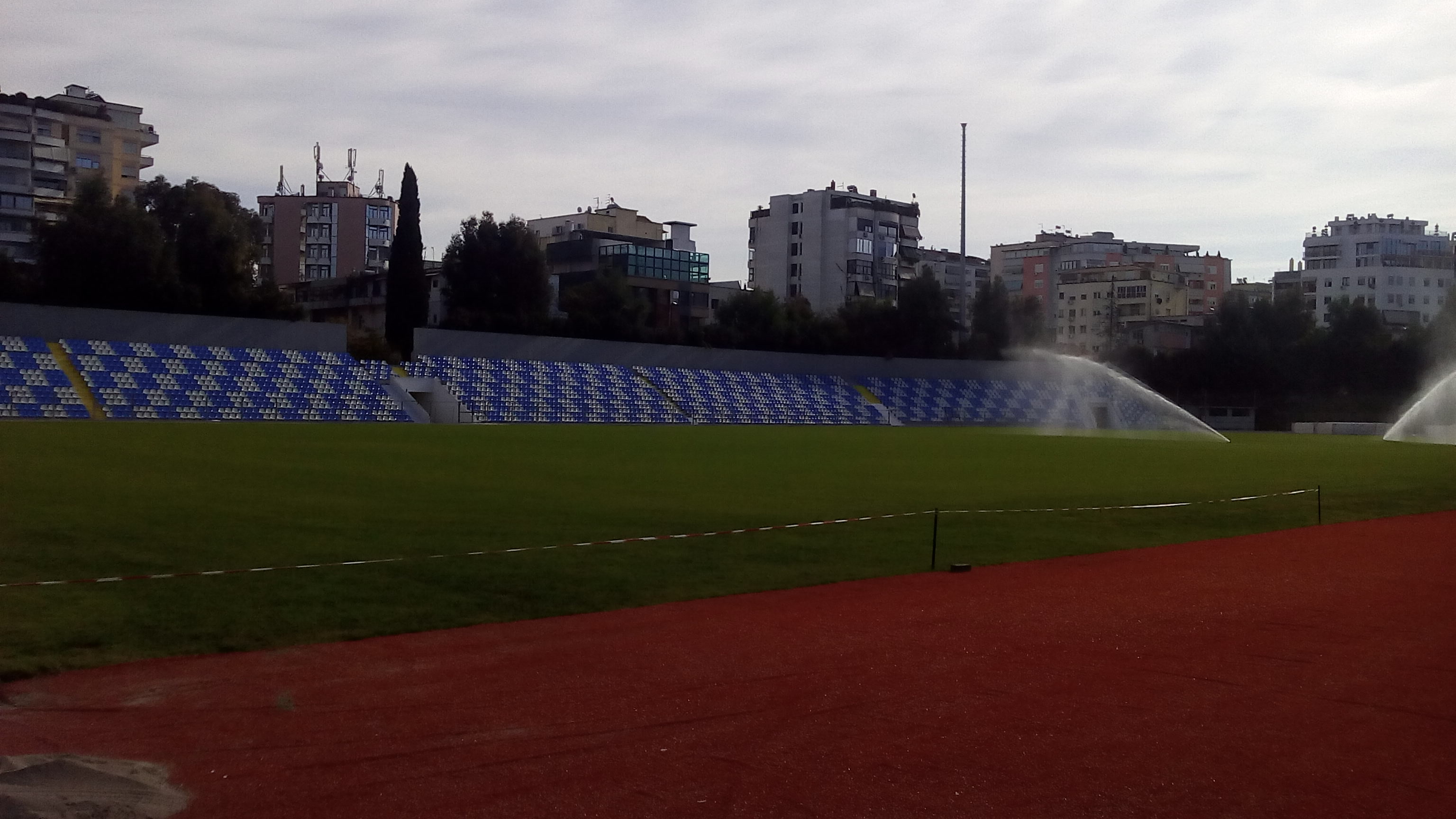